# Henry Ruggs
(en) Statistiques sur pro-football-reference
Henry Ruggs III, né le 24 janvier 1999 à Montgomery, est un joueur américain de football américain qui évolue au poste de wide receiver.

## Biographie

### Carrière universitaire
Il rejoint l'université de l'Alabama en 2017 pour jouer avec l'équipe du Crimson Tide.

### Carrière professionnelle
| Taille              | Poids           | Bras              | Main              | Sprint   | Sprint   | Sprint   | Shuttle 20 yards | 3 cones drill | Détente          | Détente              | Développé couché | Test Wonderlic |
| Taille              | Poids           | Bras              | Main              | 40 yards | 10 yards | 20 yards | Shuttle 20 yards | 3 cones drill | verticale        | horizontale          | Développé couché | Test Wonderlic |
| 1,80 m (5 ft 11 in) | 85 kg (188 lbs) | 77 cm (30 1/2 in) | 26 cm (10 1/8 in) | 4,27 s   | 1,54 s   | 2,52 s   | -                | -             | 107 cm (42,0 in) | 3,33 m (10 ft 11 in) | -                | 20             |

Il est sélectionné en 12e choix global lors du premier tour de la draft 2020 de la NFL par la franchise des Raiders de Las Vegas.[réf. nécessaire]

#### Accident
Le 2 novembre 2021, dans la nuit de lundi à mardi, Henry Ruggs est impliqué dans un accident de la route à 3 h 40 à Las Vegas. Alcoolisé, Ruggs au volant de sa Chevrolet Corvette percute à grande vitesse par l'arrière une Toyota RAV4 au croisement d'une rue très fréquentée. Ce véhicule prend feu ses occupants, une jeune femme de 23 ans et son chien sont tués. Légèrement blessé, Henry Ruggs III est transféré à la prison de Las Vegas quelques heures après l'accident. Dans la soirée, les Raiders de Las Vegas mettent fin au contrat du joueur de 22 ans lequel risque d’être condamné pour une période de deux à vingt années de prison,,.

## Statistiques
| Année              | Équipe               | MJ                 |     | Passes réceptionnées | Passes réceptionnées | Passes réceptionnées | Passes réceptionnées |       | Courses | Courses | Courses | Courses |  | Fumbles | Fumbles |
| Année              | Équipe               | MJ                 | Nb. | Yards                | Moy.                 | TD                   | Nb.                  | Yards | Moy.    | TD      | Nb.     | Perdus  |  |         |         |
| 2020               | Raiders de Las Vegas | 13                 | 26  | 452                  | 17,4                 | 2                    | 9                    | 49    | 5,4     | 0       | 2       | 2       |  |         |         |
| 2021               | Raiders de Las Vegas | 7                  | 24  | 469                  | 19,5                 | 2                    | 3                    | 16    | 5,3     | 0       | 0       | 0       |  |         |         |
| Totaux en carrière | Totaux en carrière   | Totaux en carrière | 50  | 921                  | 18,4                 | 4                    | 12                   | 65    | 5,4     | 0       | 2       | 2       |  |         |         |